# Superliga 2007/08 (Spanien)
Die Saison 2007/08 war die 34. Spielzeit der Superliga, der höchsten spanischen Eishockeyspielklasse. Meister wurde zum fünften Mal in der Vereinsgeschichte der CG Puigcerdà.

## Hauptrunde

### Modus
In der Hauptrunde absolvierte jede der sechs Mannschaften insgesamt zehn Spiele. Die zwei bestplatzierten Mannschaften qualifizierten sich direkt für das Playoff-Halbfinale, die übrigen vier Mannschaften bestritten zunächst Pre-Playoffs. Der Playoff-Gewinner wurde Meister. Ein Sieg in der regulären Spielzeit brachte einer Mannschaft 3 Punkte. Ein Sieg und eine Niederlage nach Verlängerung wurde mit 2 bzw. 1 Punkt vergütet. Für eine Niederlage in regulärer Spielzeit gab es keine Punkte.

### Tabelle
|    | Klub                 | Sp | S | OTS | OTN | N | Tore  | Punkte |
| -- | -------------------- | -- | - | --- | --- | - | ----- | ------ |
| 1. | CG Puigcerdà         | 10 | 9 | 1   | 0   | 0 | 76:27 | 29     |
| 2. | Anglet Hormadi Élite | 10 | 7 | 1   | 1   | 1 | 68:24 | 24     |
| 3. | FC Barcelona         | 10 | 6 | 0   | 1   | 3 | 60:42 | 19     |
| 4. | CH Txuri Urdin       | 10 | 4 | 0   | 0   | 6 | 46:70 | 12     |
| 5. | CH Gasteiz           | 10 | 2 | 0   | 0   | 8 | 30:67 | 6      |
| 6. | Majadahonda HC       | 10 | 1 | 0   | 0   | 9 | 20:70 | 3      |

Sp = Spiele, S = Siege, U = unentschieden, N = Niederlagen, OTS = Overtime-Siege, OTN = Overtime-Niederlage, SOS = Penalty-Siege, SON = Penalty-Niederlage

## Playoffs

### Pre-Playoffs
- CH Gasteiz – CH Txuri Urdin 2:0 (6:3, 3:2 n. V.)
- Majadahonda HC – FC Barcelona 0:2 (1:9, 1:11)

### Halbfinale
- Anglet Hormadi Élite – FC Barcelona 2:0 (5:2, 5:3)
- CH Gasteiz – CG Puigcerdà 0:2 (4:7, 4:13)

### Finale
- Anglet Hormadi Élite – CG Puigcerdà 0:2 (6:7, 6:8)